# Etat batalionu ON typ IV
Etat batalionu ON typ IV – etat pododdziału piechoty Wojska Polskiego II RP.
Etat batalionu Obrony Narodowej typ IV wprowadzony został na podstawie rozkazu L.dz. 1600/Tjn. szefa Departamentu Piechoty Ministerstwa Spraw Wojskowych z 27 kwietnia 1939 o utworzeniu nowych brygad ON oraz o zorganizowaniu nowych jednostek w istniejących brygadach ON. 
- poczet dowódcy

1 oficer, 2 podoficerów, 3 szeregowych,
2 pistolety, 4 karabinki,
2 rowery, 1 motocykl (w miarę możliwości samochód terenowy),
- oddział łączności

6 podoficerów, 18 szeregowych,
24 karabinki,
1 wóz taborowy, 2 konie, 4 rowery,
- drużyna gospodarcza

2 podoficerów, 4 szeregowych
2 pistolety, 4 karabinki,
8 koni, 4 wozy taborowe, 1 samochód ciężarowy,
- sekcja sanitarna:

1 oficer, 2 podoficerów, 6 szeregowych,
2 karabinki,
4 konie, 2 wozy taborowe,
- 1 kompania strzelecka
  - poczet dowódcy

1 oficer, 2 podoficerów, 5 szeregowych,
1 pistolet, 7 karabinków,
3 rowery, motocykl (opcjonalnie samochód terenowy)
- - drużyna gospodarcza

3 podoficerów, 6 szeregowych,
3 pistolety, 5 karabinków,
8 koni, 3 wozy taborowe, kuchnia polowa,
- - sekcja sanitarna:

1 podoficer, 4 szeregowych
- - 3 plutony strzeleckie a. 3 drużyny, w każdej było:

1 oficer, 8 podoficerów, 41 szeregowych,
2 pistolety, 48 karabinków,
- - pluton karabinów maszynowych a. 3 drużyny

7 podoficerów, 13 szeregowych,
2 pistolety, 16 karabinków, 2 ckm-y,
6 koni, 3 wozy taborowe, 1 rower,
- 2 kompania strzelecka
  - poczet dowódcy

1 oficer, 2 podoficerów, 5 szeregowych,
1 pistolet, 7 karabinków,
3 rowery, motocykl (opcjonalnie samochód terenowy)
- - drużyna gospodarcza

3 podoficerów, 6 szeregowych,
3 pistolety, 5 karabinków,
8 koni, 3 wozy taborowe, kuchnia polowa,
- - sekcja sanitarna:

1 podoficer, 4 szeregowych
- - 3 plutony strzeleckie a. 3 drużyny w każdy było:

1 oficer, 8 podoficerów, 41 szeregowych,
2 pistolety, 48 karabinków,
- - pluton karabinów maszynowych a. 3 drużyny

1 oficer, 6 podoficerów, 13 szeregowych,
2 pistolety, 16 karabinków, 2 ckm-y,
6 koni, 3 wozy taborowe, 1 rower,
- 3 kompania strzelecka
  - poczet dowódcy

1 oficer, 2 podoficerów, 5 szeregowych,
1 pistolet, 7 karabinków,
3 rowery, motocykl (opcjonalnie samochód terenowy)
- - drużyna gospodarcza

3 podoficerów, 6 szeregowych,
3 pistolety, 5 karabinków,
8 koni, 3 wozy taborowe, kuchnia polowa,
- - sekcja sanitarna:

1 podoficer, 4 szeregowych
- - 3 plutony strzeleckie a. 3 drużyny w każdy było:

1 oficer, 8 podoficerów, 41 szeregowych,
2 pistolety, 48 karabinków,
- - pluton karabinów maszynowych a. 3 drużyny

1 oficer, 6 podoficerów, 13 szeregowych,
2 pistolety, 16 karabinków, 2 ckm-y,
6 koni, 3 wozy taborowe, 1 rower,
- oddział zwiadowców a 3 drużyny kolarzy:

1 oficer 4 podoficerów, 27 szeregowych,
1 pistolet, 3 rakietnice, 31 karabinków,
32 rowery,
- pluton przeciwpancerny a. 3 działony

1 oficer, 9 podoficerów, 21 szeregowych,
3 pistolety, 28 karabinków, 3 armaty wz.36
10 koni, 2 wozy taborowe,
- działon moździerza

2 podoficerów, 7 szeregowych,
9 karabinków, 1 moździerz
2 konie, 1 wóz taborowy,
- drużyna pionierów

2 podoficerów, 10 szeregowych, 1 wynajęty woźnica,
12 karabinków,
2 konie, 1 wóz taborowy,
Stan osobowy batalionu ON typ IV liczył 702 żołnierzy:
- 19 oficerów, w tym 15 oficerów rezerwy
- 138 podoficerów, w tym 129 podoficerów rezerwy
- 545 szeregowców rezerwy

Zgodnie z etatem batalion miał być uzbrojony w:
- 40 pistoletów
- 7 rakietnic
- 306 karabinów
- 324 karabinki
- 9 ręcznych karabinów maszynowych (lub lkm)[1]
- 6 ciężkich karabinów maszynowych (na ogół Hotchkiss wz. 14, rzadziej Maxim wz.08[2])
- 3 armaty przeciwpancerne wz. 1936
- 1 moździerz piechoty wz. 1931

Stan ewidencyjny uzbrojenia w batalionach typu IV znacznie odbiegał od stanu etatowego. Pododdziały tego typu nie otrzymały armat przeciwpancernych i pistoletów (oficerowie rezerwy otrzymali karabinki) oraz hełmów. Faktycznie niektóre bataliony nie posiadały ręcznych karabinów maszynowych (jak "Kępno"), a niektóre posiadały ich nawet 27 (po jednym na drużynę, jak "Kościan", "Leszno" i "Rawicz").

1 maja 1939 r. Dep. Piechoty M.S.Wojsk. podjął decyzję o przydzieleniu broni maszynowej i amunicji batalionom ON na terenie Okręgu Korpusu Nr I, II, VI i X. Każdy batalion otrzymać miał 12 rkm Bergmann wz. 1915, 10.020 naboi do karabinów wz. 1898 i 3.600 naboi do rkm Bergmann wz. 1915. Każdy pluton strzelecki otrzymać miał jeden rkm. Trzy kolejne rkm miały zastąpić brakujące do etatu ckm-y w plutonach karabinów maszynowych.
Na etatowe wyposażenie pododdziału składały się:
- 70 konie taborowe
- 29 wozów
- 3 kuchnie polowe
- 1 samochód ciężarowy
- 4 motocykle
- 50 rowerów